# 劉勃 (嘉靖進士)
劉勃（1523年—1602年），字仲安，號柱峰，直隸河間府任丘縣人，軍籍，明朝政治人物。

## 生平
嘉靖二十二年（1543年）癸卯科順天鄉試第二十三名舉人，二十九年（1550年）中式庚戌科會試第二百九十四名，登第三甲第四十一名進士。授江西新建縣知縣，擢戶部主事，升郎中，薊鎮管糧。官至河南按察司佥事。

## 家族
曾祖劉賦，倉大使；祖父劉璟；父劉蓁。前母房氏；母張氏。具慶下。兄劉動。弟劉勗、劉劭。
子劉元震、劉元霖，皆進士。